# Црква Свете Недеље у Десимировцу
Црква Светог Димитрија у Крагујевцу, насељеном месту на територији града Крагујевца, подигнута је 1937. године, освећена 19. септембра, припада Епархији шумадијској Српске православне цркве.
- Црква Свете Недеље
- Звоник
- Црква Свете Недеље